# Gobioides broussonnetii
Gobioides broussonnetii är en fiskart som beskrevs av Lacepède, 1800. Gobioides broussonnetii ingår i släktet Gobioides och familjen smörbultsfiskar. Inga underarter finns listade i Catalogue of Life.